# Saison 1977-1978 de la LHJMQ
Saison précédente Saison suivante
La saison 1977-1978 est la neuvième saison de hockey sur glace de la Ligue de hockey junior majeur du Québec. Les Draveurs de Trois-Rivières remportent la Coupe du président en battant en finale les Juniors de Montréal.

## Contexte
La ligue inaugure deux nouveaux trophées, le trophée Robert-Lebel remis à l'équipe avec la meilleure moyenne de buts alloués, et le trophée Guy-Lafleur remis au joueur le plus utile des séries éliminatoires. Les Éperviers de Sorel déménagent à Verdun, deviennent les Éperviers de Verdun et passent dans la division Lebel. Les Castors de Sherbrooke passent dans la division Dilio.

## Saison régulière

### Classement
| Clt | Équipe                     | Division | PJ | V  | D  | N  | BP  | BC  | Pts |
| --- | -------------------------- | -------- | -- | -- | -- | -- | --- | --- | --- |
| 1   | Draveurs de Trois-Rivières | Dilio    | 72 | 47 | 18 | 7  | 412 | 252 | 101 |
| 2   | Royals de Cornwall         | Lebel    | 72 | 46 | 18 | 8  | 404 | 258 | 100 |
| 3   | Juniors de Montréal        | Lebel    | 72 | 41 | 25 | 6  | 397 | 327 | 88  |
| 4   | Castors de Sherbrooke      | Dilio    | 72 | 41 | 26 | 5  | 482 | 380 | 87  |
| 5   | National de Laval          | Lebel    | 72 | 35 | 26 | 11 | 435 | 362 | 81  |
| 6   | Éperviers de Verdun        | Lebel    | 72 | 32 | 31 | 9  | 378 | 332 | 73  |
| 7   | Olympiques de Hull         | Lebel    | 72 | 34 | 34 | 4  | 357 | 397 | 72  |
| 8   | Remparts de Québec         | Dilio    | 72 | 28 | 35 | 9  | 334 | 339 | 65  |
| 9   | Saguenéens de Chicoutimi   | Dilio    | 72 | 16 | 45 | 11 | 335 | 458 | 43  |
| 10  | Dynamos de Shawinigan      | Dilio    | 72 | 3  | 65 | 4  | 258 | 687 | 10  |

- En gras : champion de la saison régulière
- En italique : qualifié pour les séries

### Meilleurs pointeurs
| Joueur          | Équipe                   | PJ | B  | A   | Pts | Pun |
| --------------- | ------------------------ | -- | -- | --- | --- | --- |
| Ron Carter      | Sherbrooke               | 71 | 88 | 86  | 174 | 28  |
| Kevin Reeves    | Montréal                 | 72 | 62 | 109 | 171 | 44  |
| Sylvain Locas   | Chicoutimi et Sherbrooke | 68 | 83 | 81  | 164 | 138 |
| Mark Green      | Sherbrooke               | 71 | 56 | 100 | 156 | 71  |
| Rick Vaive      | Sherbrooke               | 68 | 76 | 79  | 155 | 199 |
| Denis Pomerleau | Hull et Sherbrooke       | 73 | 75 | 73  | 148 | 45  |
| Dan Métivier    | Hull                     | 66 | 73 | 75  | 148 | 59  |
| Glen Currie     | Laval                    | 72 | 63 | 82  | 145 | 29  |
| Dan Geoffrion   | Cornwall                 | 71 | 68 | 75  | 143 | 183 |
| Rick Paterson   | Cornwall                 | 71 | 58 | 80  | 138 | 105 |

## Séries éliminatoires
Les huit premières équipes de la saison régulière jouent les séries éliminatoires à l'issue desquelles la vainqueur remporte la Coupe du président.
|  | Quarts de finale | Quarts de finale           | Quarts de finale | Quarts de finale      |   |                            | Demi-finales | Demi-finales | Demi-finales | Demi-finales |  |  | Finale | Finale | Finale | Finale |
|  |                  |                            |                  |                       |   |                            |              |              |              |              |  |  |        |        |        |        |
|  |                  |                            |                  |                       |   |                            |              |              |              |              |  |  |        |        |        |        |
|  |                  |                            |                  |                       |   |                            |              |              |              |              |  |  |        |        |        |        |
|  | 1                | Draveurs de Trois-Rivières | 4                | 4                     |   |                            |              |              |              |              |  |  |        |        |        |        |
|  | 1                | Draveurs de Trois-Rivières | 4                | 4                     |   |                            |              |              |              |              |  |  |        |        |        |        |
|  | 8                | Remparts de Québec         | 0                | 0                     |   |                            |              |              |              |              |  |  |        |        |        |        |
|  | 8                | Remparts de Québec         | 0                | 0                     | 1 | Draveurs de Trois-Rivières | 4            | 4            |              |              |  |  |        |        |        |        |
|  |                  |                            |                  |                       | 1 | Draveurs de Trois-Rivières | 4            | 4            |              |              |  |  |        |        |        |        |
|  |                  |                            | 4                | Castors de Sherbrooke | 1 | 1                          |              |              |              |              |  |  |        |        |        |        |
|  | 4                | Castors de Sherbrooke      | 4                | Castors de Sherbrooke | 1 | 1                          | 4            | 4            |              |              |  |  |        |        |        |        |
|  | 4                | Castors de Sherbrooke      |                  |                       |   |                            |              | 4            |              |              |  |  |        |        |        |        |
|  | 5                | National de Laval          | 0                | 0                     |   |                            |              |              |              |              |  |  |        |        |        |        |
|  | 5                | National de Laval          | 0                | 0                     | 1 | Draveurs de Trois-Rivières | 4            | 4            |              |              |  |  |        |        |        |        |
|  |                  |                            |                  |                       | 1 | Draveurs de Trois-Rivières | 4            | 4            |              |              |  |  |        |        |        |        |
|  |                  |                            | 3                | Royals de Cornwall    | 0 | 0                          |              |              |              |              |  |  |        |        |        |        |
|  | 3                | Juniors de Montréal        | 3                | Royals de Cornwall    | 0 | 0                          | 4            | 4            |              |              |  |  |        |        |        |        |
|  | 3                | Juniors de Montréal        |                  |                       |   |                            |              |              |              |              |  |  |        |        |        |        |
|  | 6                | Éperviers de Verdun        | 0                | 0                     |   |                            |              |              |              |              |  |  |        |        |        |        |
|  | 6                | Éperviers de Verdun        | 0                | 0                     | 3 | Juniors de Montréal        | 4            | 4            |              |              |  |  |        |        |        |        |
|  |                  |                            |                  |                       | 3 | Juniors de Montréal        | 4            | 4            |              |              |  |  |        |        |        |        |
|  |                  |                            | 2                | Royals de Cornwall    | 1 | 1                          |              |              |              |              |  |  |        |        |        |        |
|  | 2                | Royals de Cornwall         | 2                | Royals de Cornwall    | 1 | 1                          | 4            | 4            |              |              |  |  |        |        |        |        |
|  | 2                | Royals de Cornwall         |                  |                       |   |                            |              | 4            |              |              |  |  |        |        |        |        |
|  | 7                | Olympiques de Hull         | 0                | 0                     |   |                            |              |              |              |              |  |  |        |        |        |        |
|  | 7                | Olympiques de Hull         | 0                | 0                     |   |                            |              |              |              |              |  |  |        |        |        |        |
|  |                  |                            |                  |                       |   |                            |              |              |              |              |  |  |        |        |        |        |

## Équipes d'étoiles
La ligue sélectionne trois équipes d'étoiles.

### Première équipe
- Gardien de but : Jacques Cloutier, Draveurs de Trois-Rivières
- Défenseur gauche : Mark Hardy, Juniors de Montréal
- Défenseur droit : Raymond Bourque, Éperviers de Verdun
- Ailier gauche : Patrick Daley, Titan Collège français de LavalNational de Laval
- Centre : Kevin Reeves, Juniors de Montréal
- Ailier droit : Ron Carter, Castors de Sherbrooke
- Entraîneur : Michel Bergeron, Draveurs de Trois-Rivières

### Deuxième équipe
- Gardien de but : Marco Baron, Juniors de Montréal
- Défenseur gauche : Kevin Lowe, Remparts de Québec
- Défenseur droit : Graeme Nicolson, Royals de Cornwall
- Ailier gauche : Michel Goulet, Remparts de Québec
- Centre : Glen Currie, National de Laval
- Ailier droit : Daniel Métivier, Olympiques de Hull
- Entraîneur : Orval Tessier, Royals de Cornwall

### Troisième équipe
- Gardien de but : Vincent Tremblay, Remparts de Québec
- Défenseur gauche : Pierre Lacroix, Draveurs de Trois-Rivières
- Défenseur droit : Mario Simard, Draveurs de Trois-Rivières
- Ailier gauche : Richard David, Draveurs de Trois-Rivières
- Centre : Rick Paterson, Royals de Cornwall
- Ailier droit : Daniel Geoffrion, Royals de Cornwall
- Entraîneur : Roger Bédard, Juniors de Montréal

## Trophées
Trois récompenses collectives et sept individuelles sont décernées.

### Récompenses collectives
- Coupe du président (champions des séries éliminatoires) : Draveurs de Trois-Rivières
- Trophée Jean-Rougeau (champions de la saison régulière) : Draveurs de Trois-Rivières
- Trophée Robert-Lebel (meilleure moyenne de buts encaissés) : Draveurs de Trois-Rivières

### Récompenses individuelles
- Trophée Jean-Béliveau (meilleur pointeur) : Ron Carter, Castors de Sherbrooke
- Trophée Jacques-Plante (meilleure moyenne de buts encaissés) : Tim Bernhardt, Royals de Cornwall
- Trophée Michel-Bergeron (meilleur recrue) : Denis Savard, Juniors de Montréal et Normand Rochefort, Draveurs de Trois-Rivières
- Trophée Frank-J.-Selke (joueur le plus gentilhomme) : Kevin Reeves, Juniors de Montréal
- Trophée Michel-Brière (meilleur joueur) : Kevin Reeves, Juniors de Montréal
- Trophée Émile-Bouchard (meilleur défenseur) : Mark Hardy, Juniors de Montréal
- Trophée Guy-Lafleur (meilleur joueur des séries éliminatoires) : Richard David, Draveurs de Trois-Rivières